# Il libro della vita
Il libro della vita (The Book of Life) è un film d'animazione del 2014 diretto da Jorge R. Gutierrez.
La pellicola è basata sulla festa del Día de Muertos della tradizione messicana.

## Trama
Durante una gita punitiva in un museo, cinque giovani studenti sono portati dalla bellissima guida Mary Beth in una sala in cui sono conservati tutti gli oggetti della cultura messicana e inizia a raccontare una storia contenuta nel misterioso Libro della vita.
Un tempo, al centro del Messico s'ergeva la città di San Angel e sotto di essa l'aldilà, diviso tra la Terra dei Ricordati, dove riposano gli spiriti il cui ricordo viene mantenuto dai loro parenti, e la triste e desolata Terra dei Dimenticati, dove spariscono le anime la cui memoria viene dimenticata. Una notte, durante il Giorno dei Morti, La Muerte, la dea della Terra dei Ricordati, e Xibalba, il dio della Terra dei Dimenticati, a causa di alcune divergenze passate per il loro status di reggenti, decidono di fare una scommessa: se vincerà Xibalba, i due si scambieranno i loro rispettivi regni, mentre se vincerà La Muerte allora Xibalba non dovrà più interferire con i mortali. L'oggetto della loro scommessa sono due ragazzini, il gentile Manolo Sanchez, nuovo membro di una famiglia di toreri che desidera diventare un musicista, e l'insolente Joaquín Mondragon, figlio dell'eroe della città; i due sono ottimi amici, ma entrambi innamorati di Maria Posada, la figlia ribelle del Generale Posada, che però non ricambia nessuno dei due. La Muerte e Xibalba scelgono allora un campione e scommettono su chi dei due sposerà la piccola Maria.
La Muerte si trasforma in una vecchia signora che fa visita a Manolo, accompagnato da suo padre Carlos e dalla Nonna, accanto alla tomba della defunta madre Carmen, dove dà la sua benedizione al ragazzo in cambio di un po' di pane in modo che resti sempre puro e gentile di cuore; nel frattempo Xibalba assume le sembianze di un vecchio e dà a Joaquín la "Medaglia della vita eterna", una reliquia in grado di conferire al portatore il potere di non essere ferito o ucciso. Il giorno dopo, a causa dell'ennesima impudenza di Maria, che voleva liberare degli animali per salvarli dall'essere cucinati, il generale Posada decide di mandarla in un convento in Spagna. La sera Manolo e Joaquín salutano la loro unica amica, che dona al primo una nuova chitarra (dato che la precedente si era rotta nella fuga degli animali), e in cambio il ragazzo le dà uno dei maialini che ha chiamato Chuy; invece, mentre sta per prendere il treno, Joaquín prende la cuffietta di lei come suo ricordo.
Passano gli anni e Joaquín, grazie alla medaglia di Xibalba, è diventato un eroe ammirato da tutti  mentre Manolo è diventato un grande torero secondo i desideri del padre, anche se quest'ultimo è turbato dal fatto che il ragazzo vuole fare il musicista insieme a tre mariachi di San Angel e pensa che uccidere i tori per divertimento sia sbagliato. Il giorno in cui Manolo affronterà il suo primo toro all'arena della corrida è anche il giorno in cui avviene il ritorno di Maria, diventata una donna più matura, ma sempre spavalda, sotto la protezione del maialino Chuy. Tuttavia, proprio mentre sta per uccidere il toro, Manolo lo risparmia, guadagnandosi l'ammirazione di Maria e il disprezzo della gente; anche il padre non lo vede di buon occhio, in quanto con il suo gesto ha disonorato il nome della loro famiglia. Ad ogni modo sia Joaquín che Manolo chiedono la mano di Maria, con il padre di lei che, chiaramente, sostiene Joaquín.
Nel frattempo, un gruppo di banditi di Chakal, il più pericoloso bandito del Messico, guidati dal suo vice Chato, assalgono la città, ma vengono fermati da Joaquín. Il vice Chato, però, riesce a intravedere nella sua divisa la Medaglia della vita eterna, e corre a riferirlo subito a Chakal: il bandito, infatti, un tempo era riuscito a rubarla a Xibalba, diventando una vera e propria minaccia, ma alla fine il dio se l'era ripresa. Intanto, Manolo invita Maria sotto un albero fuori dalla città per dichiarare il suo amore per lei. Xibalba, capendo che avrebbe perso la scommessa, invia il suo scettro-serpente a due teste per ucciderlo, ma il serpente morde accidentalmente Maria, che muore tra le braccia di Manolo. Le sue urla attirano l'attenzione di Joaquín e del generale che rimangono terribilmente addolorati guardando Maria morta. Sconvolto per quanto è accaduto, Manolo riceve proprio la visita di Xibalba, che gli promette di fargli rivedere Maria nell'altro regno, e lo uccide con il suo serpente. Manolo si risveglia nella Terra dei Ricordati, dove rivede tutti i membri della sua famiglia, compresa sua madre Carmen, i quali, oltre al non essere contrari al suo desiderio di non fare il torero, lo informano che l'unica che può aiutarlo a trovare Maria è La Muerte.
Arrivati al suo palazzo, tuttavia, scoprono che al posto della Muerte c'è Xibalba, che rivela quanto è accaduto: Joaquín, mentre stava baciando il cadavere di Maria, l'aveva accidentalmente toccata con la Medaglia della vita eterna e l'aveva riportata in vita, la quale, scoprendo che anche Manolo è morto, ha accettato la proposta di matrimonio di Joaquín in modo che San Angel avrebbe avuto un eroe per proteggerla. Il serpente l'aveva morsa una sola volta per farla cadere in un sonno profondo, mentre per uccidere Manolo ci è voluto un doppio morso. Manolo decide che l'unico modo per ritornare in vita è parlare con La Muerte, ora nella Terra dei Dimenticati, e parte insieme a Carmen e al nonno Luis per la Caverna delle Anime, il luogo che collega tutti i regni. Dopo aver ottenuto il consenso del guardiano, i tre fanno la conoscenza del Candelaio, il custode di tutte le vite (qui sotto forma di candela sia per i vivi che per i morti che vengono ricordati dai cari), che li porta grazie al Libro della Vita nella Terra dei Dimenticati, dove riescono ad incontrare La Muerte, rivelandole del piano di Xibalba.
Furiosa per essere stata ingannata, La Muerte chiama Xibalba che, timoroso, confessa quanto ha fatto, ma non accetta di riportare in vita Manolo. A quel punto Manolo gli fa una scommessa: se vincerà verrà riportato in vita, ma se vincerà Xibalba egli potrà governare su tutti e due i regni. Xibalba accetta, sottoponendo Manolo a una sfida: uccidere tutti i tori che la famiglia Sanchez ha ucciso, i quali si fondono in un unico e mastodontico toro che rappresenta la loro sofferenza. Nel frattempo, Chakal e i suoi banditi arrivano alle porte di San Angel. Carlos cerca di fermarlo affinché venga dato l'allarme, venendo ucciso e ritrovandosi nella Terra dei Ricordati, seguito poco dopo dalla Nonna (morta a causa del colesterolo), e informa Manolo di quanto sta accadendo nel mondo dei vivi. A quel punto Manolo decide di terminare la sfida nel modo più giusto per lui: raccogliendo la chitarra invece che la spada inizia a cantare una canzone con cuore sincero (come gli incise Maria da bambina nella sua chitarra: "Suona col cuore") chiedendo scusa per tutte le sofferenze passate. Il gigantesco toro, commosso dal cuore sincero di Manolo, trova infine la pace e dissolve.
Avendo vinto la scommessa, Manolo viene riportato in vita da La Muerte, da Xibalba e dal Candelaio, proprio mentre Chakal sta sconfiggendo Joaquín dato che gli ha sfilato la Medaglia della vita eterna. Insieme agli abitanti di San Angel, e a tutti i membri della famiglia Sanchez, in quanto nel Giorno dei Morti loro hanno più autonomia nella terra dei vivi, Manolo e Joaquín sconfiggono i banditi, ma Chakal prende in ostaggio Maria, portandola sul campanile, dove però viene battuto dalla ragazza e da Manolo. Vedendosi sconfitto, Chakal accende delle bombe per uccidere sia lui che tutti quanti gli abitanti, ma Manolo e Joaquín decidono di intrappolarlo all'interno della campana; tuttavia, Manolo decide di sacrificarsi, spingendo via Joaquín ed esplodendo insieme a Chakal.
Quando tutti pensano che Manolo sia di nuovo morto, questi esce incredibilmente illeso: infatti Joaquín aveva recuperato la Medaglia della vita eterna e l'aveva messa su Manolo per salvarlo dall'esplosione. Finalmente, Manolo e Maria si sposano con la presenza degli abitanti di San Angel e della famiglia Sanchez e tutti quanti si mettono a ballare per celebrare la loro festività. Anche La Muerte e Xibalba, nonostante le loro divergenze, si rimettono insieme e si scambiano un bacio.
Alla fine del racconto, i cinque bambini lasciano il museo salutando la guida, che scoprono essere proprio La Muerte, mentre il guardiano del museo è Xibalba.

## Distribuzione
Il film è uscito negli Stati Uniti, distribuito dalla Reel FX Animation Studios, il 17 ottobre 2014, mentre in Italia è uscito in anteprima mondiale il 28 maggio 2015, distribuito dalla 20th Century Fox.

## Sequel
Nel giugno 2017 il regista Jorge R. Gutierrez ha annunciato l'inizio della produzione del sequel del film che vedrà come protagonisti Manolo, Maria e Joaquin.